# Positives Recht
Positives Recht oder gesatztes Recht ist das „vom Menschen gesetzte Recht“. Der Gegenbegriff ist das überpositive Recht oder Naturrecht. Anschaulich erklärt ist positives Recht das Recht, das vom Menschen erschaffen wird, während Naturrecht vom Menschen bloß entdeckt wird.
Der Ausdruck wird spezifisch in der Rechtswissenschaft und Rechtsphilosophie verwendet. Im antiken Griechenland wurde das von der Volksversammlung einer Polis erlassene positive Recht als Nomos (altgriechisch νόμος; Plural Nomoi) bezeichnet, das Naturrecht dagegen als Physis. 
Der deutsche Ausdruck ist eine Lehnübersetzung des lateinischen ius positivum. „Positiv“ (von lateinisch ponere „setzen“, Partizip positum „gesetzt“) bedeutet dabei insbesondere „durch Rechtsetzung entstanden“ oder „durch Rechtsprechung entstanden“.
Positives Recht sind nicht nur förmliche parlamentarische Gesetze, sondern unter anderem auch das Gewohnheitsrecht und das Richterrecht – soweit als Rechtsquelle anerkannt.

## Das Spannungsverhältnis positives Recht – Naturrecht
Der Begriff „positives Recht“ betont den Gegensatz zu Naturrecht, philosophischer Ethik und allgemeinen Rechtsprinzipien, die – je nach Ausgangspunkt dessen, der darüber nachdenkt – „naturgegeben“, „im Wesen des Menschen liegend“ oder „von Gott vorgegeben“ seien. Dies bedeutet nicht von vornherein inhaltliche Gegensätze zwischen positivem Recht und – zum Beispiel – Naturrecht: Sobald Naturrecht verbindlich festgeschrieben wird, ist es zum positiven Recht geworden.
Für Naturrecht wird auch der Ausdruck „überpositives Recht“ verwendet; siehe auch Vernunftrecht.
Aus der Sicht des vorherrschenden Rechtspositivismus gilt:
Positives Recht ist vom Menschen gemachtes und damit veränderliches Recht. Positives Recht gilt (im Gegensatz zum überpositiven bzw. Naturrecht) zu bestimmten Zeiten und an bestimmten Orten. Es gilt, selbst wenn es nach dem „Gefühl“ eines Einzelnen – oder im besonderen Fall sogar nach Meinung der Mehrheit der Menschen – als „ungerecht“ und damit Unrecht empfunden wird.
Das positive Recht ist unvollkommen und jederzeit veränderbar, beansprucht jedoch als jeweils gegenwärtige Gestalt der Rechtsordnung zunächst einmal Befolgung. Es steht aber dann allen der gerichtliche Weg offen; das positive Recht kann außerdem durch Einwirkung auf die Parlamente als Gesetzgeber neu gefasst werden.

## Unrecht
Der Rechtspositivismus befasst sich ausschließlich mit der juristischen Beurteilung des Rechts und klammert moralische Erwägungen aus dieser Beurteilung aus. Unrecht wäre aus dieser Perspektive ausschließlich der Verstoß gegen geltende Gesetze. Konflikte entstehen, wenn eine Regelung des positiven Rechts in Widerspruch zu anderen gesetzlichen Regeln gerät, woraus ein Verstoß gegen die guten Sitten oder gar Verfassungswidrigkeit nahegelegt werden kann. Eine Befolgung ist dann im Einzelfall nicht unproblematisch.
Außerdem ist es konfliktträchtig, wenn geltende Gesetze allgemein gültigen und anerkannten Gerechtigkeitsvorstellungen entgegenstehen. Von Relevanz ist das insbesondere dann, wenn das in einem Rechtsgebiet geltende Recht gegen Menschenrechte und damit gegen naturrechtliche Prinzipien verstößt, also vor allem in Diktaturen und Despotien, durchaus aber auch in Demokratien, in denen es laut Amnesty International ebenfalls zu vielen Menschenrechtsverletzungen kommt. Einem strikten Rechtspositivismus folgend, den beispielsweise Hans Kelsen formuliert, müssten sich Rechtssubjekte gleichwohl an geltendes Gesetzesrecht halten, um im Recht zu sein, denn nach ihm „kann jeder beliebige Inhalt Recht sein“.
Aus einer ethisch-moralischen Perspektive kann die Missachtung von derartigen Gesetzen gleichwohl gerechtfertigt und sogar geboten sein. Dazu müssen allerdings naturrechtliche Vorstellungen einbezogen werden. In der Vergangenheit wurden im deutschen Recht unter anderem naturrechtliche Prinzipien herangezogen, um NS-Verbrecher und ferner die Mauerschützen der ehemaligen DDR verurteilen zu können, ohne damit am Rückwirkungsverbot zu scheitern. Zur Rechtfertigung berief man sich dabei auf eine Theorie Gustav Radbruchs, die Radbruchsche Formel. Radbruch formulierte darin das Postulat, dass

„das positive, durch Satzung und Macht gesicherte Recht auch dann den Vorrang hat, wenn es inhaltlich ungerecht und unzweckmässig ist, es sei denn, dass der Widerspruch des positiven Gesetzes zur Gerechtigkeit ein so unerträgliches Maß erreicht, dass das Gesetz als ‚unrichtiges Recht‘ der Gerechtigkeit zu weichen hat.“

und steht damit der Auffassung Kelsens diametral entgegen. Zur Berechtigung der Nichteinhaltung positiven Rechts siehe auch: Ziviler Ungehorsam.

## Grundgesetz in Deutschland
Das deutsche Grundgesetz nimmt das Problem in seinen Artikeln 1 und 79 auf. Artikel 1 lautet in Auszügen: „Die Würde des Menschen ist unantastbar. Sie zu achten und zu schützen ist Verpflichtung aller staatlichen Gewalt. […] Die nachfolgenden Grundrechte binden Gesetzgebung, vollziehende Gewalt und Rechtsprechung als unmittelbar geltendes Recht.“ Allerdings ist das Grundgesetz mit zwei Dritteln der Stimmen in Bundestag und Bundesrat veränderbar. Deswegen wurde die sogenannte Ewigkeitsklausel in Art. 79 Absatz 3 eingefügt: „Eine Änderung dieses Grundgesetzes, durch welche […] die in den Artikeln 1 und 20 niedergelegten Grundsätze berührt werden, ist unzulässig.“ Damit wird mit dem Mittel des positiven Rechts versucht, den Gefahren, die aus der Geltung positiven Rechts erwachsen können, entgegenzuwirken. Der gleiche Gedanke steckt auch schon in der Formulierung von der „Unantastbarkeit“ der Menschenwürde.